# Nelly Mousset-Vos
Nelly Mousset-Vos, née le 10 juillet 1906 à Ixelles et morte le 4 février 1987, est une chanteuse d'opéra et résistante belge de la Seconde Guerre mondiale.

## Biographie
Nelly Vos naît le 10 juillet 1906 à Ixelles, en Belgique. Sa mère, Maria Fabry, est couturière et son père, Vincent Vos, est sculpteur. Elle a également un petit frère, Charles, de deux ans son cadet.
Dès son plus jeune âge, Nelly se passionne pour le chant. À un peu plus de 20 ans, elle est cantatrice à succès en Belgique et donne des cours de chant. Sa renommée s'étend à toute l'Europe dans les années 1930. Elle est également porteuse d'un diplôme d'entrée à l'Université de Bruxelles en Philosophie et Lettres.
Elle se marie assez jeune à Édouard Mousset et donne naissance à deux filles, Claire et Claude. Mais le couple ne dure pas et finit par divorcer,.
Un an après le début de la Seconde Guerre mondiale, Nelly Mousset-Vos s'engage dans le service Luc-Marc, l'un des plus importants réseau de renseignement pro-alliés crées en Belgique occupée, sur proposition du colonel Henri Bernard, qui organisa notamment la résistance antifasciste en Belgique. Son métier de cantatrice l'amène à voyager dans plusieurs pays, comme la Belgique, la France, la Suisse et l'Allemagne, une couverture idéale pour le transfert de renseignements,.
En avril 1943, elle est arrêtée à Paris pour espionnage. Elle est incarcérée dans les prisons françaises et allemandes avant d'être transférée fin 1944 dans le camp de concentration de Ravensbrück, camp réservé aux femmes. La veille de Noël, elle chante pour d'autres prisonnières. Elle rencontre alors Nadine Huong, une avocate ayant travaillé à Paris et fille de l'ambassadeur de Chine en Espagne et d'une mère belge. Une histoire d'amour commence entre les deux femmes.
Elles sont séparées deux mois plus tard lorsque Nelly Mousset-Vos est transférée dans un autre camp, à Mauthausen. Nelly Mousset-Vos quitte ensuite le camp de Mauthausen le 20 avril 1945 et est emmenée en Suisse pour recevoir des soins avant d'être rapatriée en Belgique. Nadine Huong, quant à elle, fait partie des 1 500 prisonnières évacuées en avril 1945 par le Comité international de la Croix-Rouge. Elle est emmenée à Malmö, en Suède.
Après la libération, Nelly Mousset-Vos et Nadine Huong mettent presque deux ans avant de se retrouver. En 1950, elles décident de partir vivre à Caracas, au Venezuela. Leur histoire d'amour est restée plutôt secrète, même pour certains membres de leur famille,.
Le couple revient en Belgique au début des années 1970, Nadine étant gravement malade. Elle meurt le 16 février 1972 à Ixelles. Nelly Mousset-Vos meurt le 4 février 1987.

## Documentaire
Durant sa détention au camps de Ravensbrück, Nelly Mousset-Vos tient un journal dans lequel elle écrit presque quotidiennement. À sa mort, elle laisse de nombreuses archives à sa petite-fille Sylvie Bianchi, dont des photos, des enregistrements audios, des vidéos super 8 ainsi que son journal intime. Lorsque Sylvie rencontre le documentariste suédois Magnus Gertten, elle accepte de parcourir avec lui les archives et de raconter l'histoire de sa grand-mère au sein d'un documentaire. Nelly & Nadine fait le récit de l'histoire d'amour entre Nelly Mousset-Vos et Nadine Huong à la suite de leur rencontre dans le camp de concentration réservé aux femmes de Ravensbrück.
Le documentaire a remporté le prix du jury des Teddy Awards au Festival international du film de Berlin en 2022.
L'engagement de Nelly-Vos lui a valu plusieurs médailles honorifiques : la médaille commémorative de la guerre 1940-45, la croix de guerre, la croix du Prisonnier Politique cinq étoiles, la médaille de la Résistance et l’Ordre de Léopold II.